# Lioudmila Artemieva
Lioudmila Viktorovna Artemieva (en russe : Людми́ла Ви́кторовна Арте́мьева), née à Dessau (RDA), le 10 février 1963, est une actrice de théâtre et de cinéma soviétique et russe, ainsi que présentatrice de télévision.  Elle est sans doute connue du public pour sa participation à des séries telles que Svaty.

## Biographie
En 1986, Lioudmila Artemieva est diplômée de l'Institut d'art dramatique Boris-Chtchoukine dans le cours de Marianna Ter-Zakharova (ru), avec entre autres Sergueï Jigounov,.
Elle fait ses débuts à la télévision en 1986 dans le film Очень страшная история (litt. Une histoire très effrayante) dans le rôle d'une enseignante. Elle est connue du public pour avoir joué dans les séries télévisées Таксистка (litt. Conducteur de taxi, 2004-2007), Кто в доме хозяин? (litt. C'est qui le patron ?, 2006-2008), Svaty (2008-2021), Montecristo (2008-2009).
De 1986 à 2003 elle joue au théâtre du Lenkom.
Elle participe à des jeux télévisés sur Pervy Kanal : Slaboye Zveno (ru) ou Roulette russe (ru).

### Vie familiale
Son père Viktor Filippovich Artemiev est un militaire. Sa mère Maria Avdeevna Artemieva est chanteuse, plus tard athlète, puis femme au foyer. Lioudmila est mariée à l'acteur Sergueï Parfenov (ru) (né le 8 octobre 1958 à Tallinn, RSS d'Estonie, URSS).
Sa fille Ekaterina est diplômée de l'Institut de littérature Maxime-Gorki comme traductrice de l'allemand.

## Prises de position
Elle est membre actif de l'organisation de Nikolai Levashov (ru), Возрождение. Золотой Век (litt. Renaissance. Âge d'or), considérée par certains comme une secte,,.
En 2014, elle a soutenu l'annexion de la Crimée par la Russie. En 2016, elle s'est vu interdire l'entrée sur le territoire ukrainien pendant trois ans en raison de sa visite en Crimée,.

## Théâtre
Théâtre du Lenkom
- Диктатура совести (litt. Dictature de la conscience) : Nadya (défenseuse)
- Жестокие игры (litt. Cruelles Intentions) : Une fille pas angélique
- Мудрец (litt. Le Sage) : Mashenka, Mamaeva
- Pominal'naya molitva (ru) (litt. Prière funéraire) : Godl
- Бременские музыканты (litt. Musiciens de Brême) : Reine, Atamansha
- Le Mariage de Figaro : Marcellina
- Королевские игры (litt. Jeux Royaux) : Gouvernante
- Варвар и еретик (litt. Barbare et hérétique)
- Шут Балакирев (litt. Le bouffon Balakirev) : Bourikina
- Мистификация (litt. Canular)

## Filmographie partielle

### Cinéma
- 1986 : Очень страшная история (litt. Une histoire très effrayante) de Nikita Khoúbov : enseignante
- 1995 : Барышня-крестьянка (litt. Jeune paysanne) d'Alexeï Sakharov (it) : Mlle Jackson
- 1995 : Летние люди (litt. Les gens d'été) de Sergueï Oursouliak : Sacha
- 2000 : La Jalousie des dieux (Зависть богов) de Vladimir Menchov : employée de télévision
- 2001 : Обнажённая натура (litt. Nus) de Khouat Akhmetov : directrice de l'école
- 2008 : Cendrillon 4x4. Tout commence avec le désir (ru) d'Aleksandr Barchak et Youri Morozov : fée / voisine
- 2011 : Beremennyy (en) (litt. L'Homme enceinte) de Sarik Andreasyan : la mère de Sergueï
- 2012 : Les Mamans (Мамы) : Victoria Vladimirovna, maman au théâtre
- 2022 : Artek. La Grande Aventure (Артек. Большое путешествие) : Olga Andreevna, directrice du camp
- 2023 : Baba Yaga sauve le monde (Баба Яга спасает мир) de Karen Zakharov : Baba Yaga
- 2024 : Moy lyubimyy chempion (ru) (litt. Mon champion préféré) d'Aleksandr Danilov : grand-mère de Sasha
- 2024 : Baba Yaga spasaet Novyy god (ru) (litt. Baba Yaga sauve le nouvel an) d'Armen Ananikyan et Karen Zaharov : Baba Yaga

### Télévision
- 1988 : Ostrov rzhavogo generala (ru) (litt. Île du Général Rouillé) de Valentin Khovenko : Svetlana Odinokaya
- 1991 : Rudolfio téléfilm de Vasili Davidtchouk et Tatyana Presnyakova : Klava
- 2004-2007 : Taxista (Таксистка) série télévisée d'Olga Muzaleva : Nadejda Romashova
- 2006 : V ritme tango (ru) (litt; Au rythme du tango), série télévisée, épisodes 1.2—3 : Cheffe
- 2006-2008 : Kto v dome khozyain? (ru) (litt. Qui est le patron à la maison) série télévisée : Antonina Petrovna Lopoukhina, mère de Dacha Pirogova
- 2008 : Zharkiy led (ru) (litt. Glace chaude) série télévisée : Violetta Konstantinovna, la tante de Natalya
- 2008-2021 : Svaty (Сваты) série télévisée : Olga Nikolaevna Kovaleva
- 2010 : Igruchki (ru) (litt. Jouets) série télévisée : Ella Gennadievna, mère d'Anna Belkina